# Kruckow
Kruckow ist eine Gemeinde im Landkreis Vorpommern-Greifswald. Die Gemeinde liegt 26 Kilometer südwestlich der Kreisstadt Greifswald. Bis zum 1. Januar 2004 war die Gemeinde Teil des Amtes Tutow und ist seitdem Teil des  Amtes Jarmen-Tutow.

## Geografie

### Geografische Lage
Kruckow liegt 13 km östlich von Demmin und 8 Kilometer westlich von Jarmen. Die Gemeinde liegt auf einer zur Tollense hin abfallenden Hochfläche mit 10 bis 20 Metern  über NHN, hat aber keine markanten Höhenpunkte. Der Fluss Tollense bildet die südliche Grenze der Gemeinde, wobei die Ruine „Burg Osten“ eine Ausnahme macht, deren Areal liegt in der Gemeinde Kruckow. Im nördlichen Bereich verläuft der Kuckucksgraben durch ein eiszeitliches Urstromtal. Sonst gibt es keine bemerkenswerten Gewässer, lediglich eine Vielzahl von eiszeitlichen Söllen. Im Südwesten und Norden befinden sich bewaldete Gebiete.

### Gemeindegliederung
| Ortsteile - Kruckow - Marienfelde - Tutow-Dorf - Kartlow | - Heydenhof - Unnode - Schmarsow - Borgwall | Wüstungen und Wohnplätze - Osten (Wüstung) - Neu Kartlow (Wüstung) |

Eingemeindungen
Die Gemeinden Kruckow und Kartlow schlossen sich am 31. Mai 1999 zur Gemeinde Kruckow zusammen. Am 13. Juni 2004 wurde Schmarsow eingemeindet.

### Nachbargemeinden
Das sind: Tutow im Norden, Bentzin im Nordosten, Jarmen (Stadt) im Osten, Alt Tellin im Süden, Utzedel im Südwesten, Siedenbrünzow im Westen und Kletzin im Nordwesten.

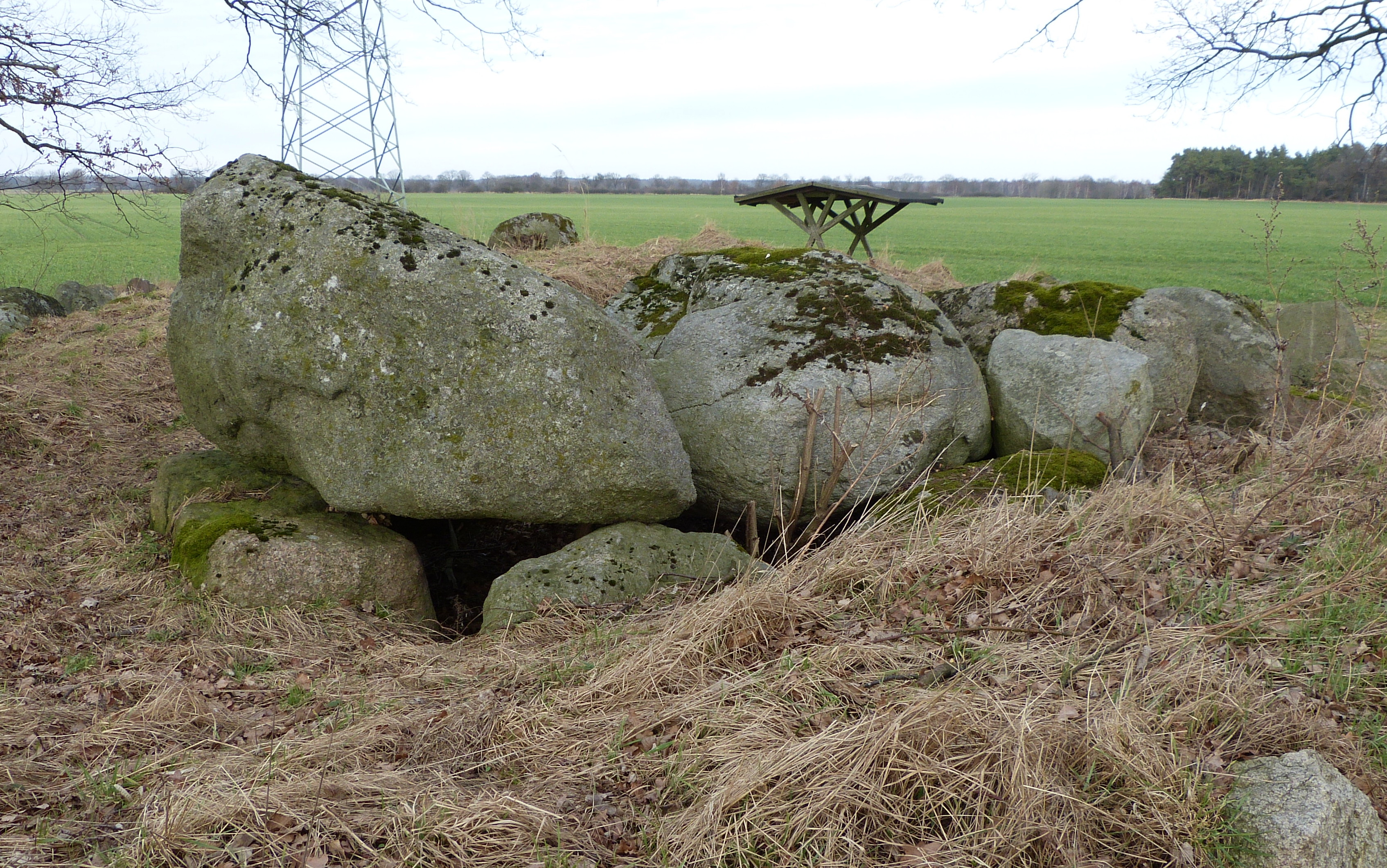
Großsteingrab Kruckow (3500 v. u. Z.)

## Geschichte

### Kruckow

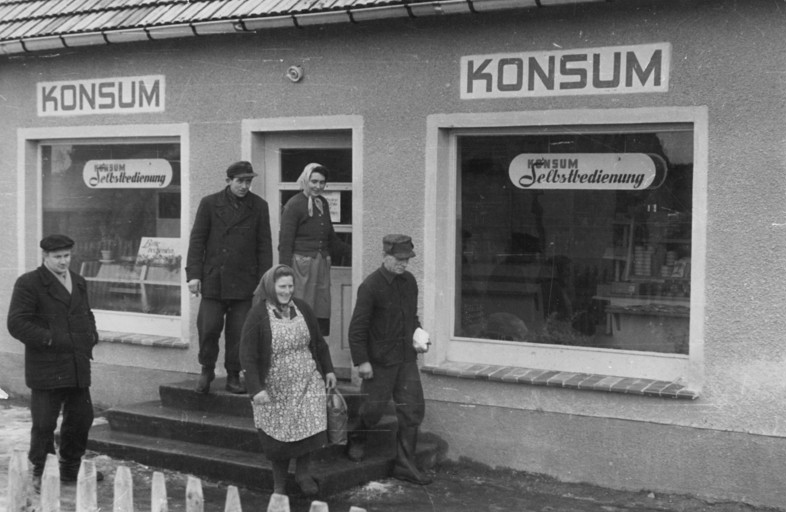
Konsum in Kruckow, Kreis Demmin, 1960

Kruckow war schon früh besiedelt, davon zeugen die drei Großsteingräber westlich des Ortes, sie stammen aus der Jungsteinzeit ca. 3500 v. u. Z.
Der Ort wurde 1249 erstmals urkundlich erwähnt, als der Bischof Wilhelm von Cammin den Ort neben anderen Dörfern zur Kartlower Kirche einpfarrte.
1498 belehnte Bogislaw X. Peter Podewils mit Kruckow und Tentzerow.
Nach der Kahldenschen Hufenmatrikel besaßen 1631 Jürgen und Adam Kruckow zu Kruckow vier Landhufen.
Aus dem Mittelalter stammt ein Sühnekreuz am Südwestrand von Kruckow. Es steht versteckt am letzten Gehöft in Richtung Schmarsow. Inschriften sind nicht lesbar, eine Geschichte ist nicht überliefert. Das eingetragene Bodendenkmal ist eines der seltenen Sühnekreuze in Mecklenburg-Vorpommern.

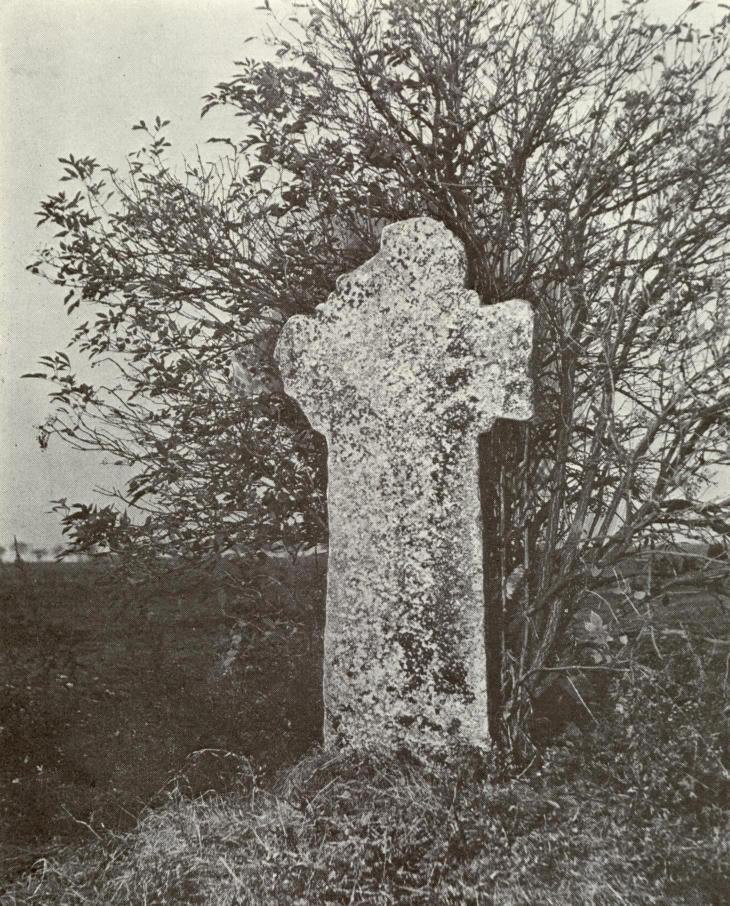
Sühnekreuz Kruckow (um 1400)

1712 verkaufte Joachim Friedrich von Podewils Kruckow neben anderen Dörfern an den Commissarius Franz von Glasenapp. Bei der Erbteilung 1738 erhielt dessen Sohn Carl Friedrich von Glasenapp das Gut. Zusammen mit seinen fünf Brüdern erwarb er die vier Landhufen des Maltzahnschen Besitzes in Kruckow von Hans Bernd von Maltzahn. Er starb ohne Erben und seine Brüder Peter und Felix von Glasenapp überließen die Güter Bentzin, Barkow und Kruckow dem Generalmajor Karl Franz von Sobeck († 1779). Dieser hatte die einzige Tochter des Felix von Glasenapp geheiratet. Kruckow und Barkow gingen nach einem Vergleich 1796 an ihren Sohn, den Kammerherrn Peter Franz Hans Ernst Freiherr von Sobeck.
Nach einem 1840 von Peter Joseph Lenné erstellten Plan ließ Karl Freiherr von Sobeck einen Landschaftspark anlegen. 1884 wurde ein Herrenhaus errichtet.
Letzter Besitzer des Gutes Kruckow war 1945 Alexander Freiherr von Sobeck. Das Herrenhaus brannte in der Nachkriegszeit 1948 aus und wurde zur Gewinnung von Baumaterial abgerissen, Reste sind noch erkennbar.

### Marienfelde
Die Ortschaft wurde 1833 als Vorwerk des Gutes Kruckow unter dem Besitzer Wilhelm von Sobeck angelegt.

### Tutow-Dorf

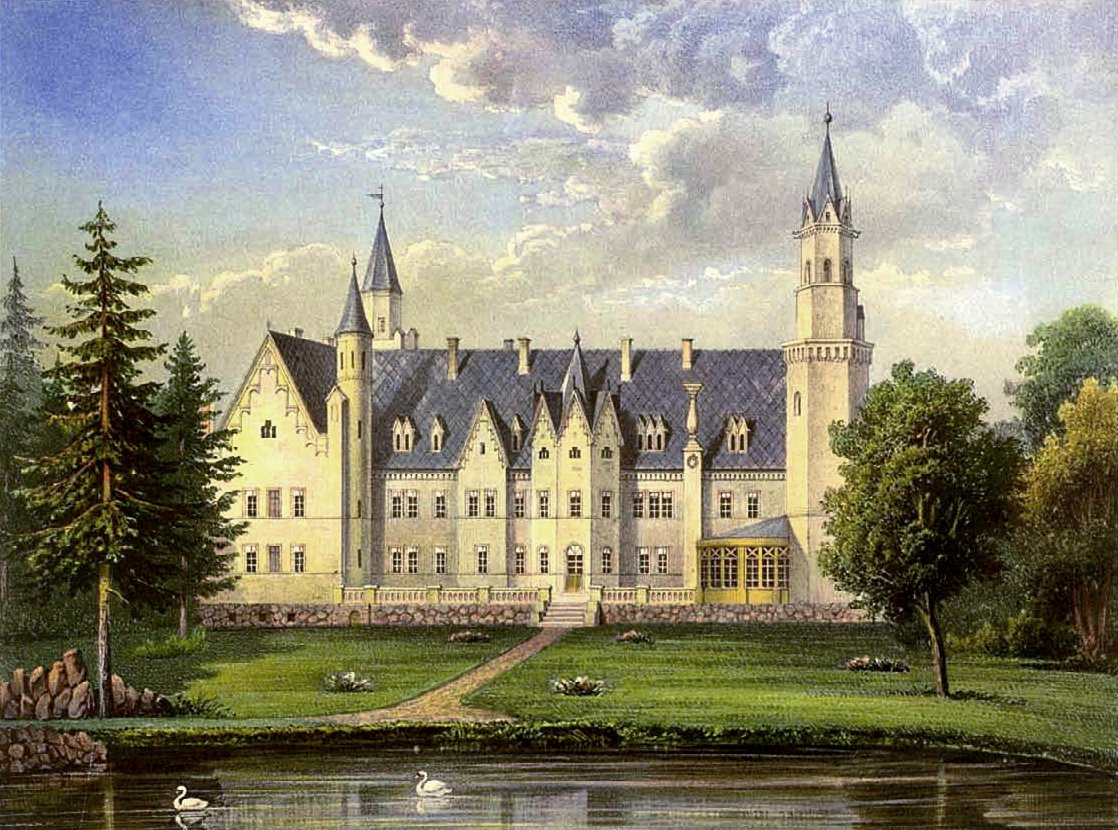
Schloss Kartlow um 1860

Der Ort wurde als Tutow 1256 erstmals erwähnt. Gutsherren waren u. a. die Familien von Horn (1397–um 1700), von Parsenow und von Sobeck (bis 1945). Die baufällige Dorfkirche wurde 1992 abgerissen.

### Kartlow
Kartlow wurde 1245 erstmals urkundlich erwähnt. 1292 wurde die 1630 zerstörte fürstliche Burg unter Bogislaw IV. an die Familie von Heyden übertragen, die 1560 das Gebiet als Lehen erhielt und bis 1945 das Gut besaß. Die spätromanisch/frühgotische Johannis-Kirche von 1249 wurde 1860/1870 aus- und umgebaut und erhielt einen neogotischen Turm. Das Schloss Kartlow nach Plänen Friedrich Hitzig stammt von 1856. Es war nach 1945  Wohnhaus, Konsum, Kindergarten und Sitz der LPG.

### Heydenhof
Das Dorf wurde 1820/21 von Wichard Wilhelm von Heyden als Vorwerk von Kartlow angelegt, der Name ist dem Besitzer gewidmet.

### Schmarsow
1249 wurde Schmarsow erstmals urkundlich erwähnt. Der Name leitet sich wahrscheinlich vom slawischen Wort smarž her, was Morchel bedeutet.

### Unnode
Unnode entstand 1820 durch die Aussiedlung von sieben Bauern aus Kartlow.

Wüstung Osten mit Burg Osten 1696 (Schwedenmatrikel – Ausschnitt)

### Borgwall
Borgwall wurde 1750 als Vorwerk Borgwall angelegt.  Es war Pertinenz (Nebengut) von Gut Schmarsow, wurde dann aber eigenständiges Gut. Es gehörte bis 1855 der Familie von Maltzahn, der das Gut Schmarsow seit dem 14. Jahrhundert gehörte. 1855 ging das Gut an die Familie von Heyden. 1862 hatte Borgwall nur 4 Häuser aber 91 Einwohner. Nach dem Preußischen Urmeßtischblatt von 1835 war ursprünglich die Siedlung Borgwall 700 m weiter südöstlich. Es ist anzunehmen, dass nach der Übernahme durch die Heyden die Gutsanlage einschließlich der Tagelöhnerkaten näher zu Schmarsow neu angelegt wurde, das belegt das Meßtischblatt von 1880. Gut und Ort bestanden zu dieser Zeit aus dem Gutshaus, 4 Wirtschaftsgebäuden und 5 Landarbeiterkaten.
Osten (Wüstung)
Am nördlichen Ufer der Tollense, gegenüber der Burg lag schon zur Zeit der Schwedenmatrikel von 1694 die Ortschaft „Osten“. Sie war noch bis nach 1920 (laut MTB) mit einem Forsthaus und mehreren Wohngebäuden verzeichnet, ist später aber wüst gefallen. Das letzte Gebäude, das in Fachwerk erbaute Forsthaus brannte 1945 ab. Heute zeugen davon nur noch verstreute Gesteinstrümmer.
Neu Kartlow (Wüstung)
Eine Kolonie, die 1777 in der südlichen Feldmark bei Heidenhof gegründet und 1885 wieder aufgegeben wurde.

## Politik

### Gemeindevertretung und Bürgermeister
Der Gemeinderat besteht (inkl. Bürgermeisterin) aus 8 Mitgliedern. Die Wahl zum Gemeinderat am 26. Mai 2019 hatte folgende Ergebnisse:
| Partei/Bewerber             | Prozent | Sitze |
| --------------------------- | ------- | ----- |
| Freie Wähler                | 30,61   | 2     |
| Einzelbewerber Kosalla      | 14,91   | 1     |
| Einzelbewerber Theunert     | 14,78   | 1     |
| Einzelbewerber R. Kobernuhs | 9,23    | 1     |
| Einzelbewerber Junk         | 8,18    | 1     |
| Einzelbewerber Schneider    | 7,65    | 1     |
| CDU                         | 7,26    | 1     |

Bürgermeisterin der Gemeinde ist Elke Hempel, sie wurde mit 59,11 % der Stimmen gewählt.

### Wappen, Flagge, Dienstsiegel
Die Gemeinde verfügt über kein amtlich genehmigtes Hoheitszeichen, weder Wappen noch Flagge. Als Dienstsiegel wird das kleine Landessiegel mit dem Wappenbild des Landesteils Vorpommern geführt. Es zeigt einen aufgerichteten Greifen mit aufgeworfenem Schweif und der Umschrift „GEMEINDE KRUCKOW“.

## Sehenswürdigkeiten

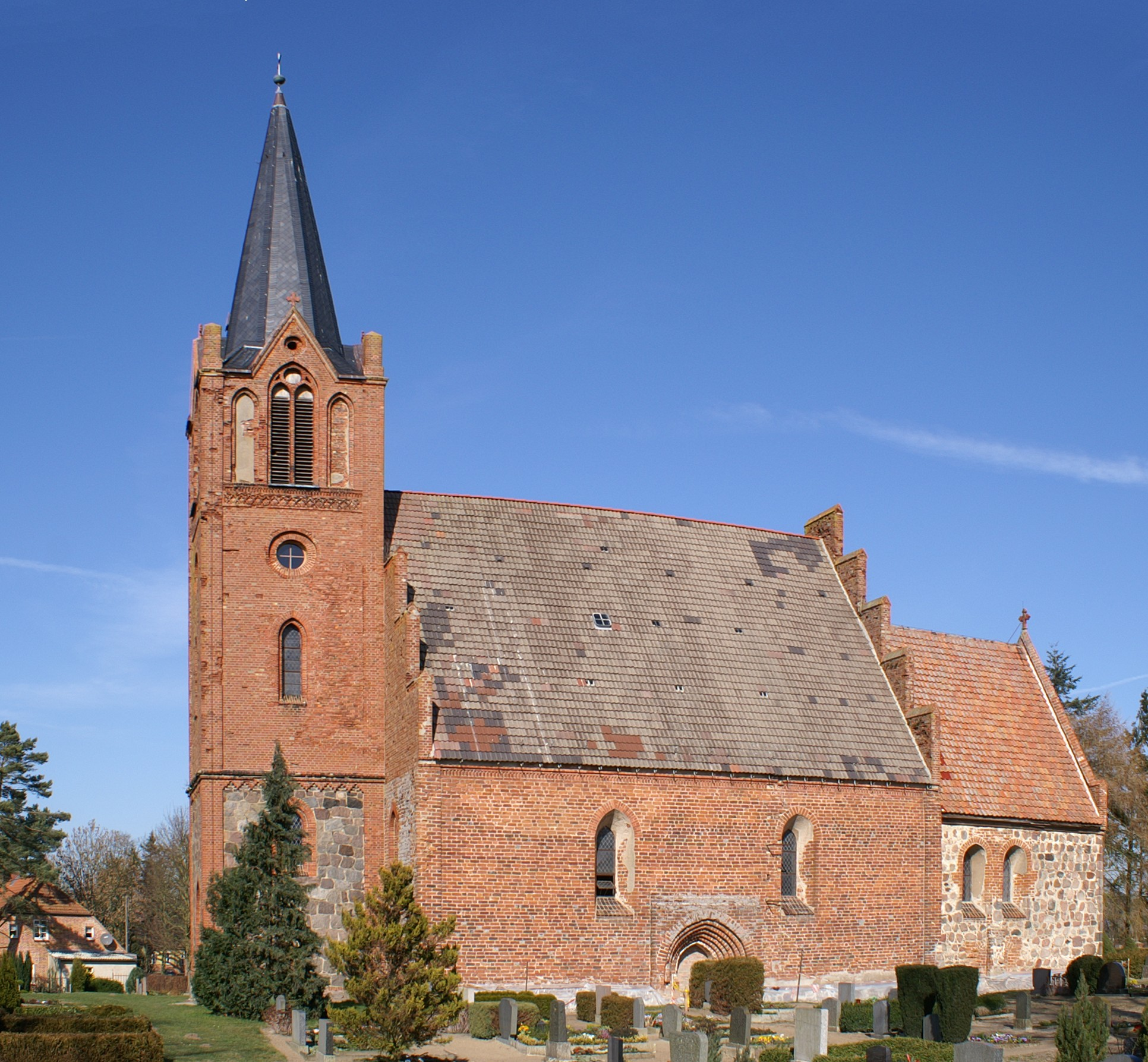
Johanniskirche Kartlow

### Bauwerke
→ Siehe: Liste der Baudenkmale in Kruckow
- Kartlower Schloss von 1857 vom Schinkel-Schüler Friedrich Hitzig mit Schlosspark von Peter Joseph Lenné
- Das Kruckower Schloss, 1884 erbaut für Adolf Freiherr von Maltzahn, brannte 1948 ab.
- Schloss Schmarsow: Zweigeschossiges, barockes Herrenhaus von um 1698 mit zwei Seitenflügel, erbaut für Philipp Joachim von Parsenow.
- Burg Osten in der Nähe von Schmarsow an der Tollense, Relikt einer Wasserburg
- Sühne-Kreuzstein in Kruckow, (schlecht sichtbar), einer der in M-V seltenen mittelalterlichen Bodendenkmale
- Burgwälle Alte Schanze und Alte Stadt bei Tutow-Dorf, beide aus der Slawenzeit
- Mehrere Meilensteine auf dem Gemeindegebiet

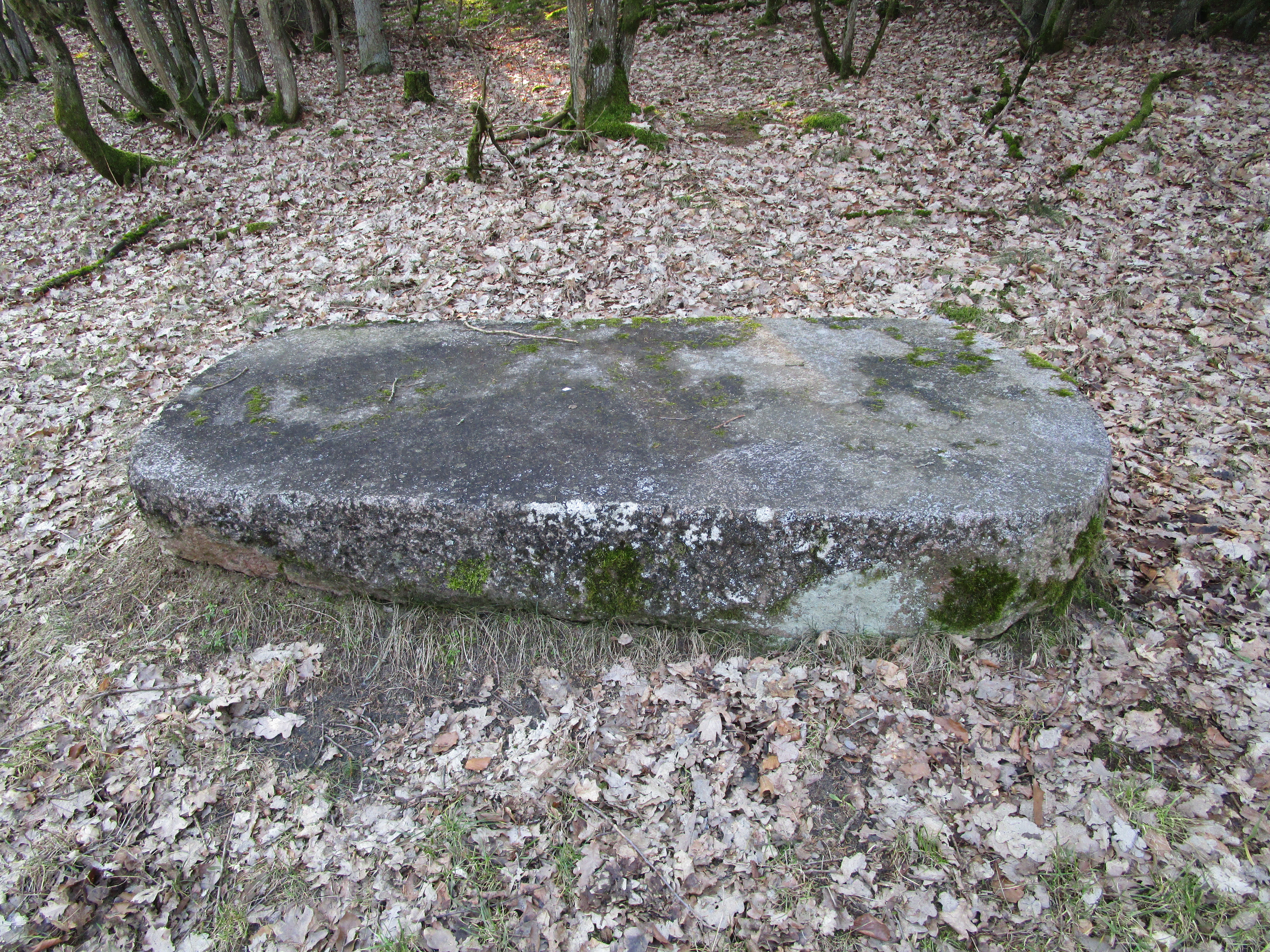
Der Hexenstein bei der Burg Osten

### Grünflächen und Naherholung
- Kruckower Schlosspark von Peter Joseph Lenné entworfen.
- Großsteingrab Kruckow 1, sowie Nr. 2 und 3 bei Marienfelde, Neolithikum
- Waldgebiet bei der Burg Osten mit drei bronzezeitlichen Hügelgräbern, dem Hexenstein, dem Meilenstein an der Ostener Kreuzung und der Tollense-Niederung

## Wirtschaft und Infrastruktur

### Unternehmen
Die Gemeinde ist flächendeckend landwirtschaftlich geprägt. Daneben entwickelten sich aber auch Gewerbe- und Service-Betriebe. Touristik- und Beherbergungsgewerbe sind noch schwach vertreten, wobei Kartlow und Schmarsow aufsteigend sind.

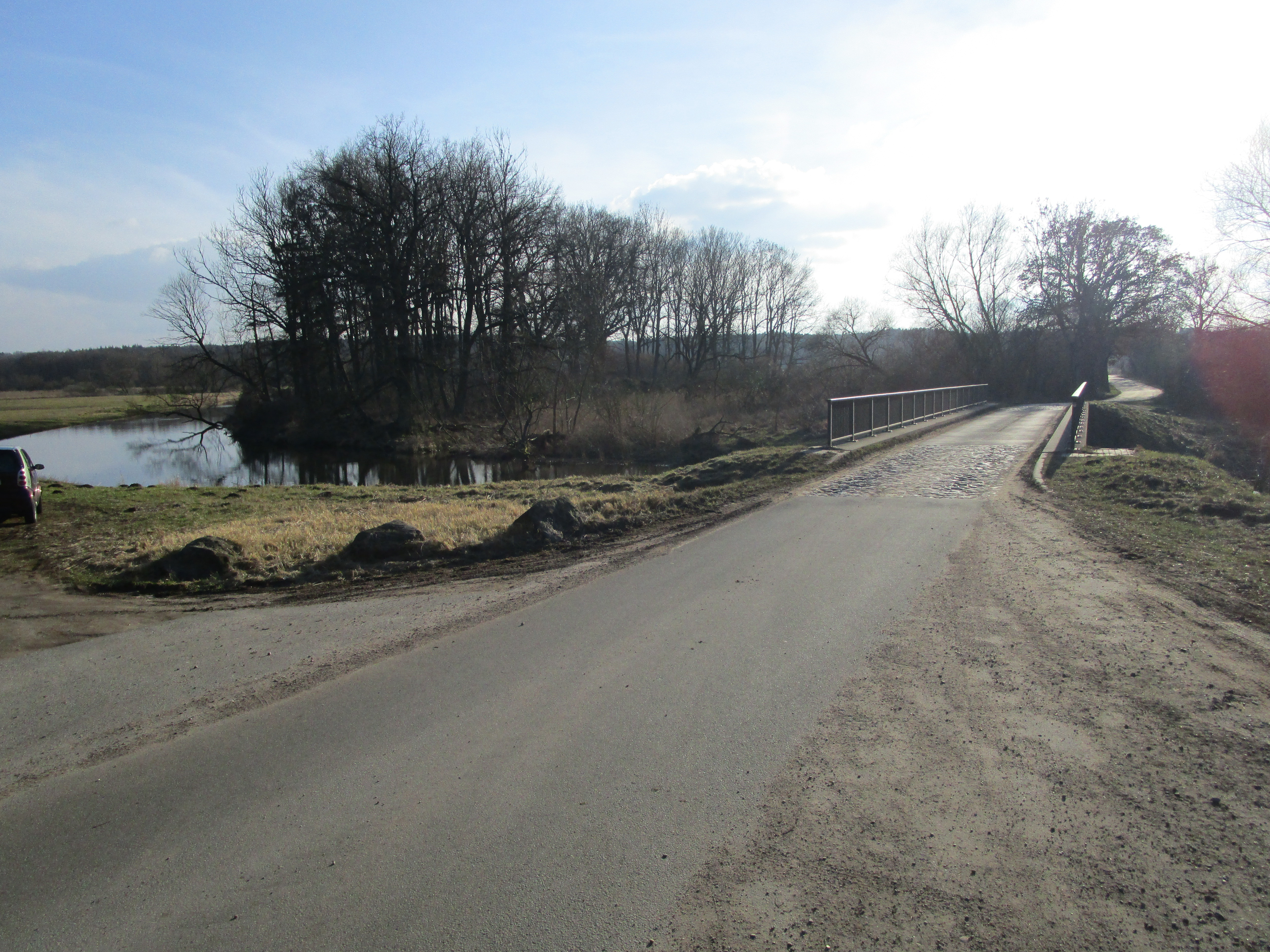
Tollensebrücke an der Burg Osten

### Verkehr
Die B 110 führt durch die Gemeinde. Der Ort ist über den Anschluss Jarmen der A 20 zu erreichen. Von 1897 bis 1945 verkehrte im jetzigen Gemeindegebiet die Demminer Kleinbahnen Ost (DKBO), die von Vanselow kommend sich bei Schmarsow teilte und nördlich nach Heidenhof und weiter nach Plötz sowie südlich vorbei an Osten nach Alt Tellin weiter führte. Sie wurde 1945 als Reparation demontiert.
Das weitere Straßen- und Wegenetz ist ausgebaut, 2005 wurde die Tollensebrücke modern erneuert, sie bestand bis dato nur aus einer Bohlenbrücke, die aber sehr marode und deshalb gesperrt war. Auch die entsprechende Verbindungsstraße nach Roidin wurde neu gebaut.

## Söhne und Töchter (Auswahl)
- Wilhelm von Sobeck (1799–1875), Politiker und Gutsbesitzer